# Firmo
Firmo egy község (comune) Olaszország Calabria régiójában, Cosenza megyében.

## Fekvése
A megye központi részén fekszik. Határai: Altomonte, Lungro és Saracena.

## Története
A települést a 15. században alapították Calabriában megtelepedő albánok, akiket a törökök űztek el országukból.

## Népessége
A népesség számának alakulása:

## Főbb látnivalói
- Palazzo Martino
- Palazzo Gramazio
- Palazzo Barone
- Santa Lucia-kápolna
- San Giovanni Crisostomo-templom
- Madonna di Aprile-kápolna
- Santa Maria Assunta in Cielo-templom